# Jacques Tropenat
Jacques Tropenat (Paris, 30 de Abril de 1952) é um piloto de automobilismo francês. Ele foi o piloto oficial do Medical Car da Fórmula 1 de 2000 até 2008, quando teve de se afastar, por problemas médicos.
Ele disputou as 24 Horas de Le Mans em 1993 e 1994. Na primeira, chegou na 27a posição, e na 2a, o seu carro não completou a prova.